# 笹川紀勝
笹川 紀勝（ささかわ のりかつ、1940年 -　）は、日本の法学者。専門は、憲法、良心の自由・信教の自由。学位は、法学博士（北海道大学・論文博士・1986年）（学位論文「国家と宗教の関係 : 類型と特徴,主にドイツ教会法学説史を素材として」）。国際基督教大学名誉教授。明治大学法学部教授など歴任。北海道赤平市生まれ。

## 略歴
1959年北海道赤平高等学校卒業。1960年北海道大学理類入学。1963年同法学部に転部。1965年同法学部卒業。1967年北海道大学大学院法学研究科修士課程修了。
同法学部助手。1970年北星学園大学経済学部専任講師。1974年同経済学部助教授。1979年同経済学部教授。1986年国際基督教大学教養学部教授。2005年明治大学法学部教授。2011年明治大学退職。学校法人北海学園特任教授（2014年3月まで）。
1986年3月、学位論文「国家と宗教の関係 : 類型と特徴,主にドイツ教会法学説史を素材として」で北海道大学より法学博士の学位を取得。

## 研究領域
日本国憲法の人権規定の中でも、良心の自由・信教の自由を研究。この他、平和主義、天皇制の研究など多岐に渡る。近年は、憲法と国際法の関係、植民地法制の観点から韓国併合条約の歴史学的・国際法学的再検討や三・一運動の裁判などをも研究対象としている。

## 主要著書
- 『天皇の葬儀』（新教出版社、1988年）
- 『自由と天皇制 憲法問題双書』（弘文堂、1995年）
- 李泰鎮と共編『韓国併合と現代 - 歴史と国際法からの再検討』（明石書店、2008年）
- 金勝一と共著『日本の植民地支配の実態と過去の清算 - 東アジアの平和と共生に向けて ＩＣＵ　２１世紀ＣＯＥシリーズ』（風行社、2010年）
- 柏崎敏義, 加藤一彦と共著『憲法判例特選』（敬文堂、2010年）
- 岩崎孝志, 野寺博文, 結城晋次と共著『韓国強制併合から100年』（いのちのことば社、2010年）
- オットー・フォン・ギールケ著、本間信長・増田明彦と共訳『ヨハネス・アルトジウス - 自然法的国家論の展開及び法体系学説史研究』（勁草書房、2011年）
- 『憲法の国際協調主義の展開 - ヨーロッパの動向と日本の課題』（敬文堂、2012年）
- 邊英浩と共同監修、都時煥編著『韓国強制併合100年歴史と課題 - 国際共同研究』（明石書店、2013年）